# Oude Calixtuskerk
De Oude Calixtuskerk, ook wel Sint-Calixtuskerk genoemd, is een kerk in Groenlo gebouwd in de laatgotische stijl. De start van de bouw begon rond 1275 en is uiteindelijk in zijn huidige vorm voltooid rond 1520. De kerk, vernoemd naar de patroonheilige van Groenlo, paus Calixtus I, is een rijksmonument. Sinds 12 april 2025 huisvest de kerk het Nationaal Museum Tachtigjarige Oorlog.

## Geschiedenis
Groenlo behoorde in de middeleeuwen tot het bisdom Münster. Het parochiegebied van de kerk valt grotendeels samen de huidige gemeente Oost Gelre. Daarnaast viel ook het dorp Beltrum onder de parochie. In de parochie werden in de 15e eeuw kapellen gesticht in Vragender en bij kasteel Lichtenvoorde (1496).
Omdat Groenlo tijdens de Tachtigjarige Oorlog meerdere keren van eigenaar veranderde, veranderde ook het gepredikte geloof in de kerk een aantal malen, van het oorspronkelijke katholicisme naar het protestantisme en andersom. De kerk bleef echter na 1674 definitief in handen van de gereformeerden. Dit kon pas nadat de bisschop van Münster, Bernard von Galen, zijn troepen uit Groenlo terugtrok die daar sinds het beleg van Groenlo in 1672 gelegerd waren. Om de achtergebleven katholieken te steunen in hun geloofsbeleving nam de bisschop van Münster diverse maatregelen, mede waardoor in Groenlo het katholieke geloof altijd de overhand bleef houden. In 1784 kregen de Grolse katholieken permissie om binnen de stad een nieuwe kerk te bouwen, een zogenaamde kerkschuur. De kerk verrees op de plaats waar vroeger het oude klooster stond. Dat is in de buurt van de tegenwoordige Nieuwe Calixtus Basiliek. De inval van de Fransen in 1795 betekende ook voor de katholieken in Groenlo de officiële gelijkstelling met andere godsdiensten. Pogingen om de oude Calixtuskerk van de gereformeerden terug te krijgen liepen op niets uit. In 1836 werd begonnen met de bouw van de zogenaamde Waterstaatskerk, zo genoemd omdat het ontwerp van dit type kerkgebouwen afkomstig was van ingenieurs van Rijkswaterstaat. De kerk verrees op de plaats van de oude kerkschuur uit 1784 aan de Lange Wal. De kerk werd in 1842 ingewijd. Uiteindelijk is in 1906 begonnen met de bouw van een nieuwe katholieke kerk binnen de stadsgracht, de Nieuwe Calixtuskerk. Deze Nieuwe kerk werd in 1908 in gebruik genomen en enkele jaren later werd de Waterstaatskerk afgebroken.

## Huidig gebruik
Sinds 1978 is de kerk bezit van de stichting Oude Gelderse Kerken. In de 2006 en 2007 is de kerk met behulp van subsidie gerestaureerd. De kerk is nu gesplitst in twee delen en heeft tegenwoordig meerdere functies. Het koor wordt nog steeds als kerk gebruikt door de hervormde gemeente terwijl het schip met de beide zijbeuken wordt gebruikt voor exposities en andere passende activiteiten, waaronder een permanente tentoonstelling over het Beleg van Grol in 1627. Onderdeel van de restauratie was het plaatsen van een nieuw glas-in-loodraam dat het beleg van Groenlo in 1627 afbeeldt.
De toren van de kerk bevat een carillon dat oorspronkelijk in 1956 is geplaatst en toen bestond uit achttien klokken. Tijdens de viering van het 700-jarig bestaan van de stad Groenlo in 1977 werd het carillon uitgebreid tot 37 klokken. In 2000 ten slotte, werd na de restauratie van de toren het carillon uitgebreid tot 47 klokken. Het klokkenspel wordt elke vrijdag door een beiaardier bespeeld. Sinds 12 april 2025 is in de kerk het Nationaal Museum Tachtigjarige Oorlog gevestigd.

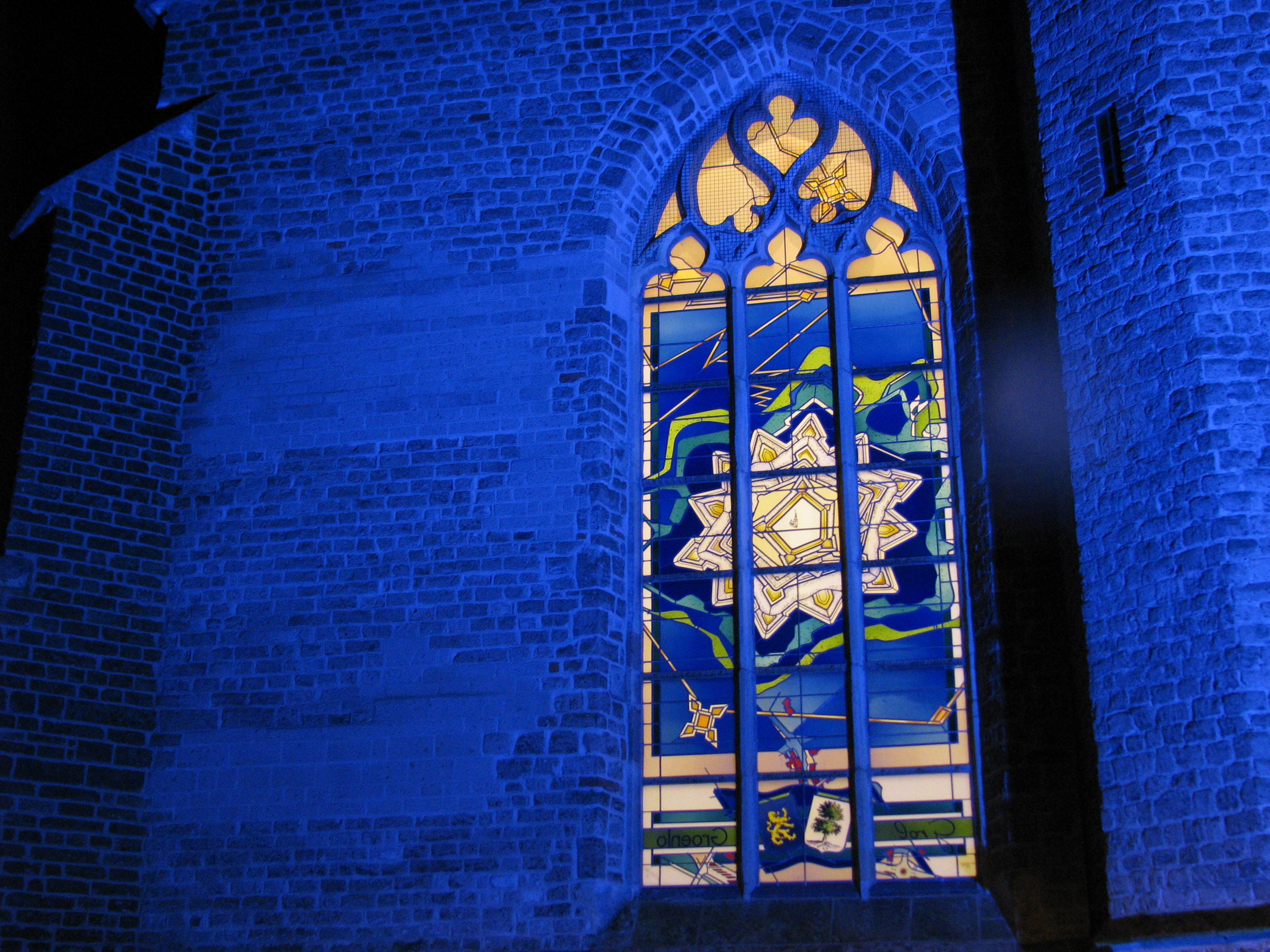
Het beleg van Grol van 1627 afgebeeld in een glas-in-loodraam van Luuc Ottens
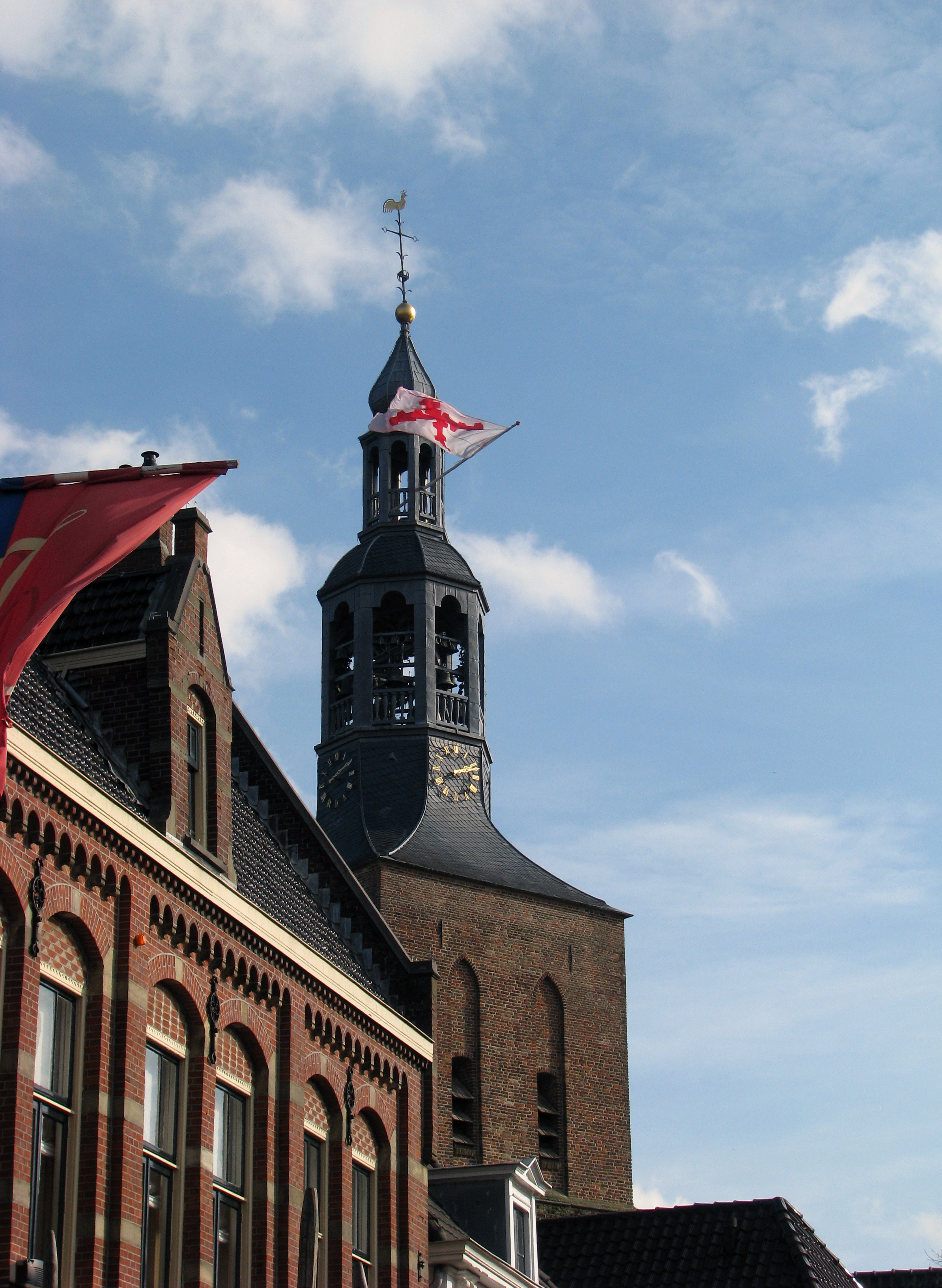
De Spaanse vlag wappert aan de kerk tijdens de Slag om Grolle van 2008, net als in 1627
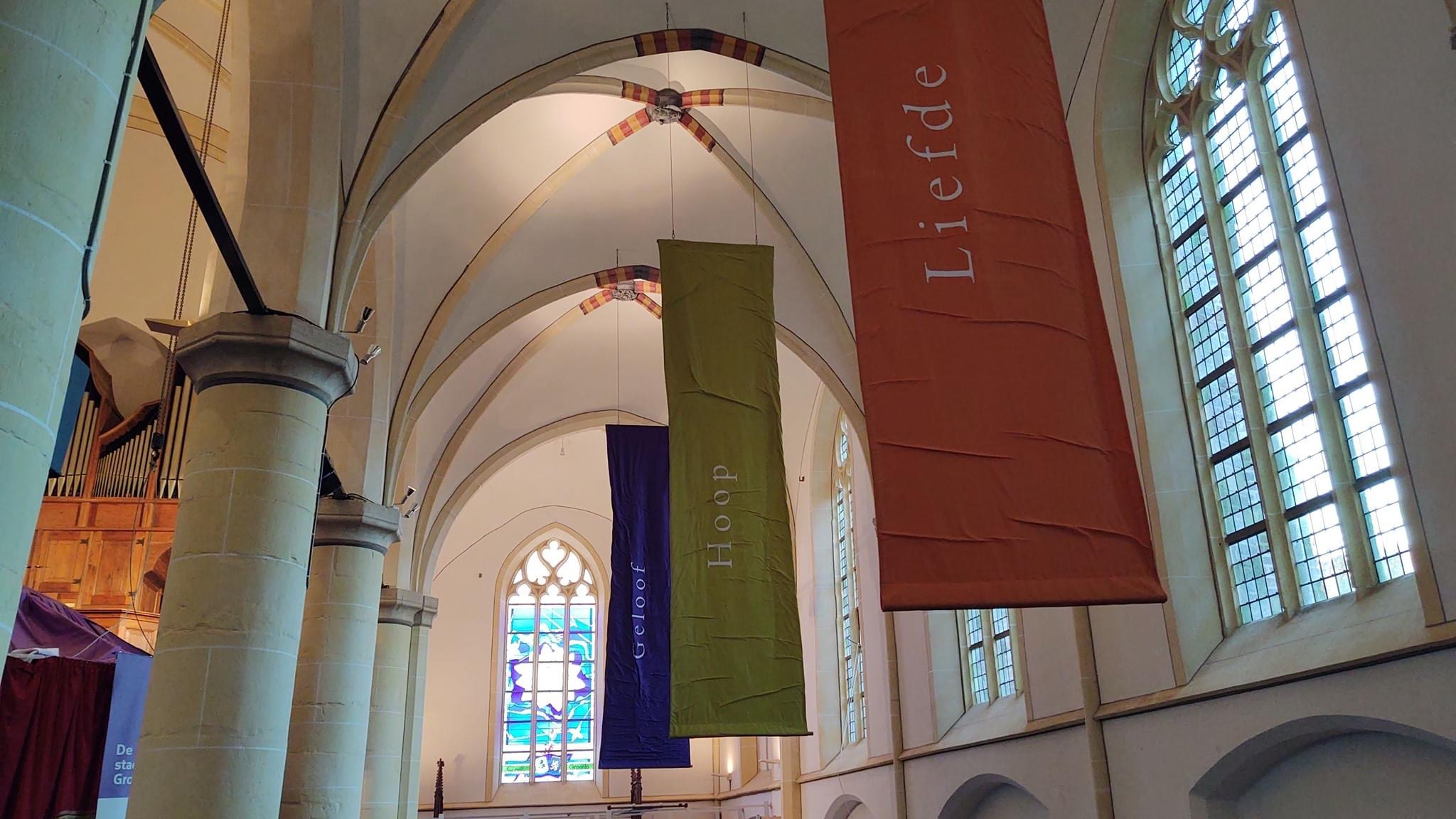
Onderdeel van de permanente expositie, De Vaandels 'Geloof, Hoop en Liefde'

## Trivia
- Aan de buitenkant van de kerk zijn vier schedels ingemetseld. Deze dienen om de kerkgangers er op te wijzen dat het aardse leven eindig is.
- Vanwege de gemeentelijke herindeling, waarbij de oorspronkelijke gemeente Groenlo met de gemeente Lichtenvoorde werd samengevoegd, is in 2006 een glas-in-loodraam geplaatst aan de westzijde van de kerk. In het raam wordt onder meer de vorm van de oorspronkelijke vestingwerken weergegeven.[4]
- De kerk heeft in zijn historie 6 belegeringen doorstaan, in 1595, 1597, 1606 (twee maal), 1627 en 1672.